# 摩托罗拉移动

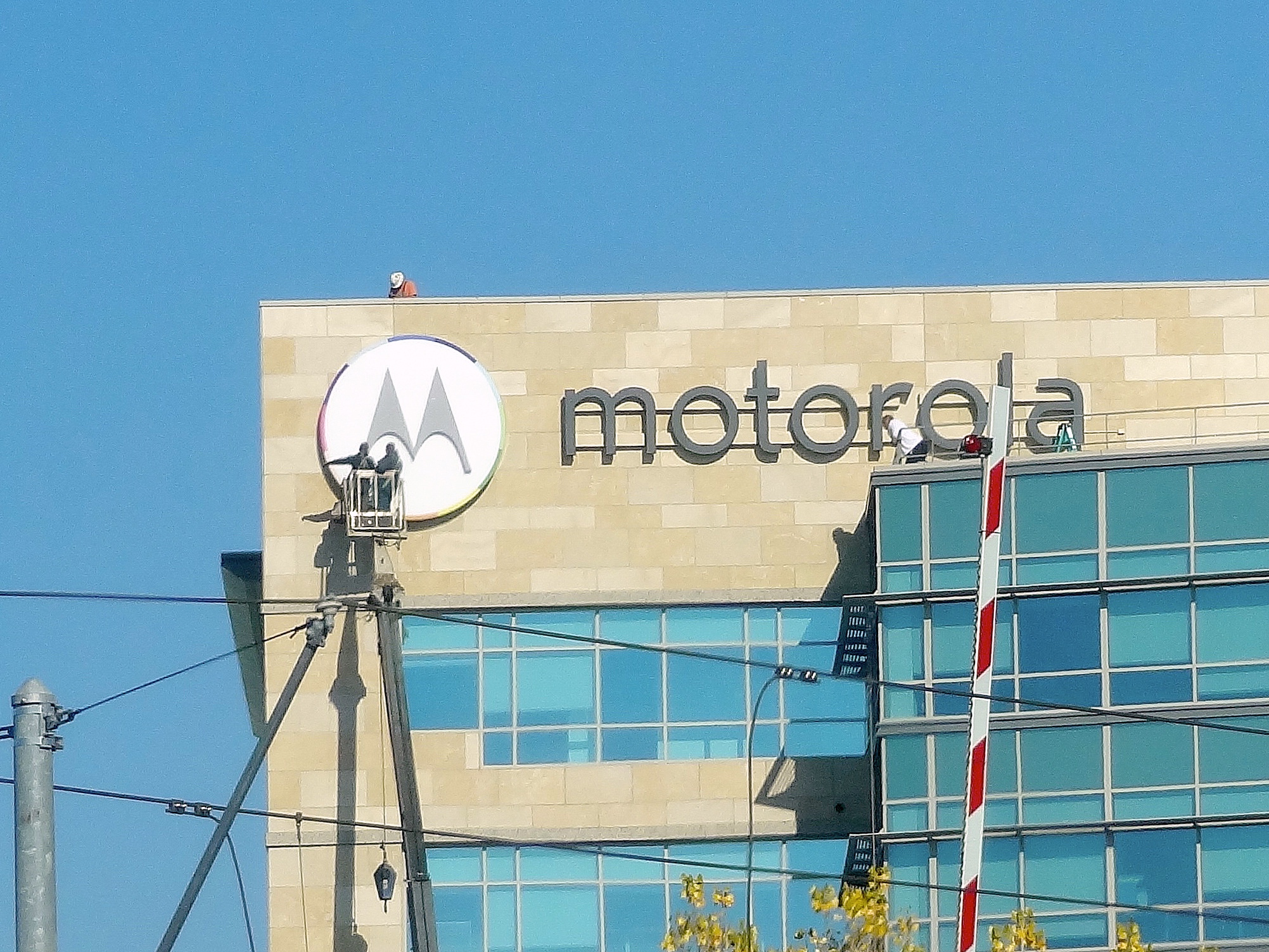
在谷歌总部附近，谷歌正为摩托罗拉移动更换商标，之后谷歌将摩托罗拉移动卖给联想。

摩托罗拉移动技术公司（Motorola Mobility LLC），是总部设于美国伊利诺伊州芝加哥郊区利伯蒂維爾的一家通讯企业。前身为摩托罗拉公司移动设备部门，于2011年1月分拆。於2012年5月22日正式成為谷歌旗下公司；在2014年，摩托罗拉移动的智慧型手機業務被谷歌以29億美元出售给联想集团。

## 公司历史
2011年8月15日，谷歌宣布将以每股40美元、總額約125億美元收购摩托罗拉移动。2012年2月13日，美國司法部及歐盟正式无条件批准通過此次交易。
2012年5月19日，中華人民共和国商务部宣布附条件批准交易，条件包括要求安卓平台在五年内保持免费和开放等。
2012年5月22日，谷歌宣布已经完成对摩托罗拉移动的收购。前谷歌全球副总裁兼谷歌中国总裁李开复称，这笔交易主要是为了摩托罗拉移动的专利，谷歌想借此保护Android社区、及应对苹果等公司的专利诉讼。通过这项交易，谷歌可在全球范围内获得1.7万项专利，此外还有7000项专利正在审批中。
2012年12月20日，谷歌同意出售機頂盒業務Motorola Home予有線電視設備製造商Arris集團，總代價23.5億美元，ARRIS將支付20.5億美元的現金以及3億美元的ARRIS新發行股票給谷歌，獲得15.7%股權。
2014年1月30日，联想集团宣布，联想将以29亿美元收购摩托罗拉移动。
2014年10月30日，联想正式完成从谷歌收购摩托罗拉移动，联想获得摩托罗拉品牌、智能手机产品及摩托罗拉的未来产品规划。谷歌将保留大部份摩托罗拉移动专利组合所有权，摩托罗拉将获得使用这些丰富专利组合和其他知识产权的许可权。摩托罗拉将持有逾2,000项专利资产、大量专利交叉授权协议以及摩托罗拉移动品牌和商标组合，总部继续设在美国芝加哥。